# Möter mig sorger som tynger mig ner
Möter mig sorger som tynger mig ner är en sång från 1922 med text och musik av Hjalmar Hansen. 1944 översatte Sigfrid Wikfeldt sången till svenska.

## Publicerad i
- Frälsningsarméns sångbok 1968 som nr 410 under rubriken "Det Kristna Livet - Erfarenhet och vittnesbörd".
- Frälsningsarméns sångbok 1990 som nr 579 under rubriken "Erfarenhet och vittnesbörd".